# Cerro Mojarra
Cerro Mojarra är ett berg i Mexiko.   Det ligger i kommunen Acatlán de Pérez Figueroa och delstaten Oaxaca, i den sydöstra delen av landet, 280 km öster om huvudstaden Mexico City. Toppen på Cerro Mojarra är 420 meter över havet, eller 319 meter över den omgivande terrängen. Bredden vid basen är 9,1 kilometer.
Terrängen runt Cerro Mojarra är platt åt sydväst, men åt nordost är den kuperad. Runt Cerro Mojarra är det ganska tätbefolkat, med 179 invånare per kvadratkilometer. Närmaste större samhälle är Acatlán de Pérez Figueroa, 15,4 km norr om Cerro Mojarra. Omgivningarna runt Cerro Mojarra är en mosaik av jordbruksmark och naturlig växtlighet.